# Situla (stjärna)
Situla eller Kappa Aquarii (κ Aquarii, förkortat Kappa Aqr, κ Aqr) som är stjärnans Bayerbeteckning, är en förmodad dubbelstjärna belägen i den mellersta delen av stjärnbilden Vattumannen. Den har en skenbar magnitud på 5,03 och är synlig för blotta ögat där ljusföroreningar ej förekommer. Baserat på parallaxmätning inom Hipparcosuppdraget på ca 15,3 mas, beräknas den befinna sig på ett avstånd på ca 214 ljusår (ca 66 parsek) från solen.

## Nomenklatur
Kappa Aquarii har det traditionella namnet Situla, ett latinskt ord som betyder "hink" eller "vattenkruka".
År 2016 organiserade Internationella astronomiska unionen en arbetsgrupp för stjärnnamn (WGSN) med uppgift att katalogisera och standardisera riktiga namn för stjärnor. WGSN fastställde namnet Situla för Kappa Aquarii A i september 2016 och detta är nu inskrivet i IAU:s Catalog of Star Names.

## Egenskaper
Primärstjärnan Kappa Aquarii A är en orange till gul jättestjärna av spektralklass K2 III,, som förbrukat förrådet av väte i dess kärna. Den har en radie som är ca 13 gånger större än solens och utsänder från dess fotosfär ca 60 gånger mera energi än solen vid en effektiv temperatur av ca 4 600 K.
Kappa Aquarii är förmodligen en vidsträckt dubbelstjärna med en svagare följeslagare av skenbar magnitud 8,8 belägen med en vinkelseparation på 98,3 bågsekunder.